# The Big Machine
The Big Machine är det tredje studioalbumet av den franska artisten Émilie Simon, släppt 2009 på skivbolaget Barclay. Precis som med hennes två tidigare album är även The Big Machine producerat Émilie Simon själv, dock är inte samtliga låtar skrivna helt på egen hand. En annan sak som skiljer den tredje skivan åt är att inga franska låtar finns med; alla låtar är framförda på engelska. Även ljudmässigt har The Big Machine ett mindre experimentellt sound än tidigare, vilket många av Émilie Simons äldre fans var missnöjda med.
Albumets första singel, Dreamland, släpptes som digital nedladdning den 8 juni 2009, följt av Rainbow, som  släpptes den 23 november samma år. Bägge singlarna är i radio edit-version. Det har också gjorts en musikvideo till respektive singel.
Låtarna The Cycle, Rocket to the Moon och This Is Your World gästas av Arcade Fire-trummisen Jeremy Gara.
Albumet nådde som högst åttonde plats på den franska albumlistan.

## Låtlista
Alla låtar är skrivna av Émilie Simon där inget annat anges.
1. "Rainbow"   	(Émilie Simon, Graham Joyce) -	4:19
2. "Dreamland"   	  -	4:15
3. "Nothing to Do with You"   	(Émilie Simon, Graham Joyce) -	2:54
4. "Chinatown"   	 - 	3:13
5. "Ballad of the Big Machine"   	  -	5:46
6. "The Cycle"   	-  	4:12
7. "Closer"   	-  	3:55
8. "The Devil at My Door"   	-  	5:02
9. "Rocket to the Moon"   	(Teitur Lassen) -	3:25
10. "Fools Like Us"   	(Émilie Simon, Graham Joyce) -	3:22
11. "The Way I See You"   	(Émilie Simon, Graham Joyce) -	3:29
12. "This Is Your World"   	(Émilie Simon, Graham Joyce) -	3:19

Bonuslåt på iTunes Store
1. "Can You Keep a Secret" - 3:46

## Medverkande
- Émilie Simon - sång, producent, arrangemang
- François Chevallier, Mark Plati  - ljudtekniker, inspelning
- Renaud Létang - mixning
- Tu Seras Terriblement Gentille - bakgrundssång (spår 8, 11, 12)
- Adam Chilenski - bas
- François Chevallier - synthesizer (spår 12)
- Darren Beckett  - trummor
- Jeremy Gara - trummor (spår 6, 9, 12)
- Les Petits Chanteurs du Mont-Royal - kör
- Jon Day - orgel
- Kelly Pratt - brass
- Supakitch & Koralie - skivomslag

## Listplaceringar
| Lista (2009) | Topplacering |
| ------------ | ------------ |
| Frankrike    | 8            |
| Schweiz      | 36           |
| Belgien (Wa) | 11           |